# Марк Эмилий Скавр (консул)
Марк Эмилий Скавр (лат. Marcus Aemilius Scaurus; 163/162 — 90/88 гг. до н. э.) — древнеримский политический деятель и военачальник, консул 115 года до н. э., цензор 109 года, принцепс сената. Во время своей цензуры построил Мульвиев мост и одну из дорог, соединивших Рим с Галлией. В течение многих лет был одним из самых влиятельных представителей аристократии. Действуя в союзе с рядом знатных семейств, противостоял политикам-демагогам во главе с Луцием Аппулеем Сатурнином, в 90-е годы играл важную роль в борьбе сената со всадничеством за контроль над судами и провинциями. Был одним из главных сподвижников народного трибуна 91 года до н. э. Марка Ливия Друза.

## Происхождение
Марк Эмилий принадлежал к старинному патрицианскому роду Эмилиев. Ветвь Скавров (Scaurus — «косолапый») до последних десятилетий II века до н. э. в источниках почти не упоминается. Только у Ливия фигурирует Луций Эмилий Скавр, командовавший частью римского флота во время Антиоховой войны. Возможно, его следует отождествить с дедом Марка, чей преномен называют консульские фасты. Отец будущего принцепса с преноменом Марк был вынужден из-за бедности заниматься торговлей углём и оставил сыну всего лишь тридцать пять тысяч сестерциев и шестерых рабов, а память о заслугах его предков, по словам Цицерона, «почти изгладилась», так что Марку Эмилию пришлось «обновить её своей доблестью».

## Биография

### Начало карьеры
В юности Марк Эмилий некоторое время думал, не стать ли ему менялой, но в конце концов выбрал политическую карьеру. Он начал изучать красноречие и снискал известность как оратор. В дальнейшем он проходил военную службу: в Испании (возможно, во время Нумантийской войны), где он получил за заслуги украшенный шлем, а затем на Сардинии под командованием Луция Аврелия Ореста. Тогда же квестором при Оресте был Гай Семпроний Гракх.
В 123 году до н. э. Марк Эмилий был избран в коллегию авгуров. Первой его магистратурой стал эдилитет, относящийся, скорее всего, к 122 году до н. э.. В должности курульного эдила Скавр «больше занимался правосудием, чем организацией игр». В противостоянии между Гаем Гракхом и сенатом Марк Эмилий занял сторону последнего: известно, что он «частными беседами возбуждал Опимия против Гракха». Его претуру датируют 119 годом до н. э., исходя из даты первого выдвижения Скавром своей кандидатуры в консулы; правда, автор сочинения «О знаменитых людях» утверждает, что Марк Эмилий в его бытность претором был направлен в Нумидию против царя Югурты, а предшественник последнего Миципса умер только в 118 году до н. э.
Скавр добивался консульства на 116 год, но проиграл выборы представителю влиятельной аристократической семьи Квинту Фабию Максиму Эбурну. По словам Цицерона, «такого исхода не предполагали; более того, даже когда это случилось, никто не мог понять, почему так случилось». В следующем году Марк Эмилий снова выдвинул свою кандидатуру и выиграл. Его неудачливый соперник Публий Рутилий Руф обвинил Скавра в подкупе избирателей, но тот добился оправдания и выдвинул аналогичное встречное обвинение с тем же исходом. В ходе второго процесса Марк Эмилий утверждал, что буквы A. F. P. R. в счётных записях обвиняемого означают «На счёт Публия Рутилия» (actum fide P. Rutili), а Рутилий заявил, что это значит «накануне сделано, после разнесено» (ante factum, post relatum); защитник же, обращая всё в шутку, предложил свой вариант: «Надул Скавр, платится Рутилий» (Aemilius fecit, plectitur Rutilius).

### Консульство
Во время консульства Скавр добился принятия законов о порядке голосования вольноотпущенников в комициях (о содержании этого закона ничего не известно) и о роскоши. Вероятно, последний упоминается Авлом Геллием: этот закон ограничивал не размер трат на обеды, а выбор блюд. «Резкий и вспыльчивый характер» Марка Эмилия дал о себе знать в этом году: когда претор Публий Деций не встал, чтобы поприветствовать проходившего мимо консула, тот порвал на нём одежду, сломал его кресло и запретил гражданам обращаться к этому претору за судом.
Скавр успешно воевал с племенами лигуров и гантисков и был удостоен триумфа. Сам он позже утверждал в своих воспоминаниях, что смог сделать своих воинов примером дисциплины: «Усыпанная плодами яблоня, оказавшаяся на территории лагеря при его планировке, на другой день, когда войско уходило, осталась нетронутой».
В год, когда Скавр достиг консульства, его соперник Рутилий выступал в союзе с самой влиятельной семьёй той эпохи — Цецилиями Метеллами. Представитель этого семейства Марк Цецилий Метелл стал консулом в один год с Марком Эмилием, и, видимо, эта могущественная аристократическая группировка быстро приняла Скавра в свою среду, «увидев в нём человека, которому суждено величие». Вскоре цензор Луций Цецилий Метелл Далматик внёс Марка Эмилия первым в список сенаторов. С этих пор Скавр, обладая почётным статусом принцепса и действуя в союзе с Цецилиями, Сервилиями и Аврелиями, являлся одним из наиболее влиятельных политиков Рима. Со временем он стал самым выдающимся членом «фракции» Метеллов.

### Югуртинская война
Когда один из нумидийских царей Югурта начал войну с собственным братом Адгербалом за единоличную власть в стране, Скавр выступил за жёсткие меры против нарушителя спокойствия, но оказался в меньшинстве. В 112 году до н. э., будучи отправлен одним из послов в Нумидию, Скавр потребовал от Югурты снять осаду с Цирты, где оборонялся Адгербал, но безрезультатно (Саллюстий, описывая этот эпизод, намекает, что Марк Эмилий принял от царя взятку). Результатом стали падение Цирты, резня местных италиков и объявление Римом войны Нумидии. Когда в следующем году консул Луций Кальпурний Бестия вторгся в Нумидию с войском, Скавр был одним из его легатов. На этот раз Саллюстий открыто утверждает, что Марк Эмилий взял у Югурты деньги за подписание перемирия на очень мягких условиях, поскольку большинство в римском командовании уже было подкуплено, а взятка была огромной.
Народный трибун Гай Меммий воспользовался народным возмущением, которое вызвали эти события, чтобы обвинить Бестию, Скавра и других легатов во взяточничестве. Он отправил одного из преторов за Югуртой, рассчитывая добиться от него показаний, которые бы помогли осудить коррупционеров, но царь смог подкупить другого трибуна. В результате Скавр сохранил своё положение, а когда была создана комиссия для расследования, Марк Эмилий даже вошёл в её состав. Он «не без риска для себя» выступил в роли заступника на процессе Бестии, который тем не менее был приговорён к изгнанию. Сохранился рассказ об одной остроте, отпущенной на этом суде Меммием:

Когда Скавр, на которого сильно злобились за то, что он без всякого завещания завладел богатством Фригиона Помпея, присутствовал в суде как заступник Бестии, обвинитель Гай Меммий, увидав, как несут кого-то хоронить, сказал: «Смотри-ка, Скавр, тащат покойника: нет ли тут тебе поживы?»
— Цицерон. Об ораторе II, 283.
Многие учёные считают, что Саллюстий, являющийся основным источником, рассказывающим о Югуртинской войне, в значительной степени исказил картину, чтобы представить римскую элиту того времени как полностью продажную. В действительности мягкая политика Скавра по отношению к Нумидии могла объясняться тем, что Югурта имел репутацию старого союзника, а Рим в это время терпел военные поражения в ряде провинций и не мог провести успешную быструю войну ещё и в Африке.

### Цензура
В 109 году до н. э. Скавр был избран цензором; в этом качестве он построил дорогу вдоль лигурийского побережья (Via Aemilia Scauri), соединившую Пизу с Генуей, а Постумиеву дорогу — с Римом, а также Мульвиев мост через Тибр, по которому Фламиниева дорога пересекала реку у Рима. Когда умер его коллега Марк Ливий Друз, Марк Эмилий попытался сохранить за собой цензорскую должность до конца полуторалетнего срока, но был вынужден сложить полномочия из-за противодействия народных трибунов.

### В борьбе с Сатурнином
Следующее упоминание Скавра в источниках относится к 104 году до н. э. Когда в Риме началось серьёзное повышение цен на хлеб, сенат передал Марку Эмилию полномочия по подвозу зерна в город. Вероятно, таким образом планировалось увеличить популярность Скавра и всей сенатской партии у плебса. Занимавшийся снабжением до этого молодой квестор Луций Аппулей Сатурнин счёл себя оскорблённым: именно эти события сделали его убеждённым врагом сената и лично Марка Эмилия. Уже в следующем году Сатурнин стал народным трибуном и союзником Гая Мария, врага всей фракции Метеллов, раз за разом избиравшегося консулом из-за германской угрозы. Марий использовал трибуна как орудие для давления на нобилитет.
В этой ситуации Скавр был одним из руководителей аристократии в её противостоянии Сатурнину. При этом он неизменно голосовал за продление полномочий Мария, понимая, что этот полководец необходим для защиты от германцев. Когда Квинта Сервилия Цепиона в соответствии с одним из законов Луция Аппулея привлекли к суду за поражение при Араузионе, Марк Эмилий поддержал обвиняемого. В ходе вызванных этим судебным процессом беспорядков он был ранен камнем в голову (103 год до н. э.). В 100 году Сатурнин был трибуном во второй раз и добился принятия аграрного закона, по которому ветераны Мария должны были получить земельные участки в ряде провинций. Сенаторы обязаны были принести присягу на верность этому закону; так поступили все, за исключением Квинта Цецилия Метелла Нумидийского. О позиции Скавра источники ничего не говорят.
Вскоре произошёл окончательный разрыв между нобилитетом и Сатурнином. Последнего обвинили в организации убийства Гая Меммия; при этом в историографии существует предположение, что людей с дубинами к Меммию подослал Скавр — чтобы отомстить старому врагу и получить прекрасный повод для расправы с Сатурнином. Сенат объявил сторонников последнего «бунтовщиками» и издал для расправы над ними чрезвычайное постановление, которому вынужден был подчиниться и Марий. Когда консулы призвали народ к борьбе, Скавр явился на место сбора вооружённым, хотя с трудом мог ходить из-за преклонного возраста. Позже Валерий Максим описал этот эпизод с рядом риторических преувеличений и даже искажений: согласно его «Достопамятным деяниям и изречениям», Марк Эмилий первым призвал Мария защитить Республику с помощью оружия и тут же приказал принести доспехи ему самому. Надев доспехи, он чуть не упал, но всё же встал перед входом в сенат с копьём в руках и защищался от мятежников, пока не был смертельно ранен брошенным в него камнем. Дальнейшая расправа над Сатурнином и прочими стала якобы местью за гибель Скавра. При этом тот же Валерий Максим в другой части своего сочинения рассказывает об участии Марка Эмилия в процессе Норбана пятью годами позже.

### Поздние годы
О последнем десятилетии жизни Скавра, как и в целом об истории Рима этого периода, сохранились только отрывочные сведения. В 95 году Марк Эмилий был главным свидетелем на процессе, начатом совсем молодым тогда Публием Сульпицием против Гая Норбана. Именно последний восемью годами ранее привлёк к суду Цепиона, а теперь был обвинён в пренебрежении трибунским вето и насилии во время тех давних событий. Скавр, раненый во время процесса Цепиона камнем, особенно «старался погубить» Норбана. Но защитником был один из двух лучших ораторов эпохи Марк Антоний, который отверг свидетельство Марка Эмилия. Подсудимый был оправдан.
К тому же десятилетию относится посольство Скавра на Восток (96 год до н. э.). В историографии предполагается, что целью этой миссии была защита Каппадокии и Пафлагонии от агрессии со стороны понтийского и вифинского царей. Вероятно, по ходу дела Марк Эмилий ознакомился с состоянием провинции Азия, и благодаря его опасениям за судьбу этих территорий в случае масштабной войны наместником Азии был назначен Квинт Муций Сцевола — человек с безупречной репутацией. Правда, легат последнего Публий Рутилий Руф всё же был обвинён всадническим судом в вымогательствах и изгнан.
Скавра тоже привлекли в 92 году до н. э. к суду по обвинению в получении взятки от Митридата. Главным из обвинителей был Квинт Сервилий Цепион, перешедший на сторону всадничества в его противостоянии сенату. Марк Эмилий выдвинул встречное обвинение, и дело так и не дошло до суда. Тем не менее угроза для Скавра сохранялась; вероятно, по этой причине Марк Эмилий стал главным советником Марка Ливия Друза — сына его коллеги по цензуре и племянника Публия Рутилия, — который решил провести серию реформ во время своего трибуната в 91 году до н. э. Есть даже предположение, что Скавр наряду с Луцием Лицинием Крассом был истинным автором законопроектов Друза. Но реформы встретили сопротивление, а Марк Ливий стал жертвой убийцы.
Следствием этих событий стало восстание италиков. В 90 году Скавр был снова привлечён к суду Квинтом Варием по обвинению в подстрекательстве союзников к выступлению против Рима, и автор сочинения «О знаменитых людях» цитирует слова, сказанные обвиняемым на этом процессе: «Варий из Сукрона утверждает, что Эмилий Скавр призывал к оружию союзников, а Скавр это отрицает. Кому вы думаете оказать больше доверия?» Таким образом Марк Эмилий напоминал римлянам о том, что обвинитель — чужеземец, выходец из Испании. После такой речи Скавр был оправдан.
Вскоре Марк Эмилий умер. Точной датировки его смерти нет, но вторая жена Скавра Цецилия Метелла Далматика была вдовой уже в 88 или даже в 89 году до н. э.

### Интеллектуальные занятия
Скавр стал одним из первых римлян, написавших воспоминания. Они состояли из трёх книг и были посвящены адвокату Луцию Фуфидию. По мнению Цицерона, это сочинение было «чрезвычайно полезно для чтения», но к 46 году до н. э. его уже никто не читал. Воспоминания Скавра цитируются Фронтином и Валерием Максимом; вероятно, к ним восходят отдельные места из сочинения «О знаменитых людях».
Марк Эмилий имел обширный опыт оратора, но «не достиг высшей ораторской славы». Цицерон причисляет его к старой римской школе и утверждает, что Скавр не обладал даром слова, но в политических речах компенсировал это «истинной важностью и каким-то естественным достоинством», блистая «скорее здравым смыслом, чем искусной речью». Для судебных же дел его стиль подходил мало. От всего ораторского наследия Скавра остались только две цитаты у грамматика Харизия — из речей Contra M. Brutum de pecuniis repetundis и Contra Q. Caepionem actione II.

## Семья
Имя первой жены Скавра неизвестно. В этом браке родился сын того же имени, проявивший трусость в войне с кимврами и покончивший с собой после того, как отец от него отрёкся (101 год до н. э.). Вторым браком Скавр был женат на дочери Луция Цецилия Метелла Далматика. В этом браке родились сын, претор 56 года до н. э., и дочь, жена Мания Ацилия Глабриона, а потом — вторая жена Гнея Помпея Великого. После смерти Скавра его вдова стала очередной женой Луция Корнелия Суллы.

## Оценки личности и деятельности
В источниках существуют полярные оценки личных качеств Скавра и его заслуг перед Республикой. Цицерон был очень высокого мнения о Марке Эмилии: он называет Скавра «человеком известной всем строгости взглядов, мудрости, дальновидности» и «первым среди граждан», считает, что честность была главным секретом его успеха. Согласно Цицерону, Скавр давал отпор «всем мятежникам, начиная с Гая Гракха и вплоть до Квинта Вария», ни разу не испугавшись опасности.
В то же время у Саллюстия Скавр — человек, «жаждущий могущества, магистратур, богатств, но умевший хитро скрывать свои пороки». Такая оценка может быть связана с принадлежностью Саллюстия к другому политическому лагерю; тем не менее она оказала влияние на историографию. Так, согласно Т. Моммзену, настоящий талант Скавра «заключался в том, что, будучи покладистым и продажным, как любой почтенный сенатор, он умел, однако, ловко изворачиваться, когда дело становилось рискованным. Главным же образом он умел, пользуясь своей внушительной и почтенной внешностью, разыгрывать перед публикой роль Фабриция». У некоторых историков последующих эпох также звучат оценки в духе Саллюстия, хотя высказываются и сомнения в порочности и продажности всей римской элиты конца II века до н. э. в целом и Скавра в частности.

## В художественной литературе
Марк Эмилий Скавр стал одним из важных персонажей романов Колин Маккалоу «Первый человек в Риме» и «Битва за Рим (Венец из трав)», а также романов Милия Езерского «Братья Гракхи» и «Марий и Сулла».